# WISE 1653+4444
WISE 1653+4444 (= EQ J1653+4444) is een bruine dwerg met een spectraalklasse van T8. De ster bevindt zich 43,1 lichtjaar van de zon.